# Керим (Кёнджу)
Керим (кор. 계림, 鷄林) — небольшой лес в Национальном парке Кёнджу в городе Кёнджу, Южная Корея. В буквальном переводе название означает «Куриный лес». Лес находится неподалёку от территории старого королевского дворца Силла в центральной части Кёнджу. По соседству находятся: дворец Панвольсон, обсерватория Чхомсондэ, Государственный музей Кёнджу и комплекс могильных курганов правителей Силла.
21 января 1963 года Керим внесён в список Исторических зон под номером 6.

## Название
Изначально лес назывался Сирим (시림, 始林; в дословном переводе «первоначальный/девственный лес»). Существует мнение, что название Сирим было фонетической записью китайскими иероглифами древнекорейского слова «са» («птица»).
Как гласит Самгук Саги, в Сириме был найден Ким Альчи (김알지) — основатель рода Кимов из Кёнджу. Его нашли в золотой коробке и в компании с петухом. Ким Альчи был усыновлён королевской семьёй, а впоследствии его потомки стали королями Силла, и переименовали Сирим в Керим, который этимологизируется как «петушиный лес».
В Самгук Юса зафиксировано и другое название — Курим (구림, 鳩林, «голубиный лес»), однако приведена иная трактовка этимологии слова «Керим»: Пак Хёккосе, основатель Силла, родился возле ручья с названием Кеджон (계정, 鷄井) — «куриный родник», а его будущая супруга была рождёна петушиным драконом в другом месте — Керёнсо (계룡서, 鷄龍瑞, букв. с ханча — «доброе предзнаменование петушиного дракона»), и поэтому лес был переименован в «Керим». Существует предположение о том, что петух являлся тотемом для местных южнокорейских племён, поскольку он и упоминался в географических названиях, и был участником легенд.
Основанное на различных легендах основания государства Силла, название леса Керим порой использовалось китайцами как для обозначения государства Силла, так и для обозначения всех корейских государств. Самое первое упоминание слова «Керим» датировано 663 годом — в китайской исторической хронике «История древнего Тан» (舊唐書, 구당서) указано, что император Гао-цзун после захвата Пэкче для управления государством Силла создал орган, который был назван им как «управление области Керим» (계림대도독부, 鷄林大都督府).
Слово «Керим» также появляется в названии китайской работы XII века, написанной автором из династии Сун, которая является одним из самых ранних источников о произношении корейского языка (период государства Корё).